# PlayStation 3
O PlayStation 3 (PS3) é um console de videogames desenvolvido pela Sony Computer Entertainment. É o sucessor do PlayStation 2 e faz parte da marca PlayStation de consoles. Foi lançado em 11 de novembro de 2006, no Japão, 17 de novembro de 2006 na América do Norte e em 23 de março de 2007 na Europa e Oceânia. O PlayStation 3 competiu com o console Xbox 360 da Microsoft e o Wii da Nintendo como parte da sétima geração de consoles de videogames.
O console foi anunciado oficialmente pela primeira vez na edição de 2005 da E3 e foi lançado no final de 2006. Foi o primeiro console a usar o disco Blu-ray como formato de mídia para gravação de jogos, seu meio de armazenamento primário. Foi o primeiro console da Sony a ter um Sistema On-line a PSN, a PlayStation Network, e a sua conectividade remota com o PlayStation Portable e PlayStation Vita, sendo capaz de controlar remotamente os dispositivos. Em setembro de 2009, o modelo Slim do PlayStation 3 foi lançado. Foi removida a capacidade de hardware para executar os jogos do PlayStation 2. Era mais leve e mais fino do que a versão original, e apresentava um logotipo redesenhado e design de marketing, bem como uma pequena mudança de start-up no software. Um novo modelo denominado Super Slim foi lançado no final de 2012, refinando e redesenhando o console.
O sistema teve um início com vendas ruins no mercado, porém conseguiu se recuperar, especialmente após a introdução do modelo Slim. O seu sucessor, o PlayStation 4, foi lançado em 15 de novembro de 2013. Em 29 de setembro de 2015, a Sony confirmou que a produção de novos consoles iriam ser descontinuadas na Nova Zelândia, porém o sistema permaneceu em produção em outros mercados. A fabricação de novas unidades nos Estados Unidos terminaram em outubro de 2016. Em 2017, o Japão foi o último território em que novas unidades ainda estavam sendo produzidas até 29 de maio de 2017, quando a Sony confirmou que o PlayStation 3 era descontinuado no Japão.

## História

### Desenvolvimento
A Sony anunciou oficialmente o PlayStation 3 ao público em 16 de maio de 2005, na E3, juntamente com um protótipo em forma de boomerang do controle Sixaxis. Uma versão funcional do sistema não estava presente lá, nem na Tokyo Game Show em setembro de 2005, embora demonstrações (como Metal Gear Solid 4: Guns of the Patriots) foram mostradas em ambos os eventos em kits de desenvolvimento de software e hardware de computador pessoal comparável. As imagens de vídeo baseadas nas previstas especificações do PlayStation 3 também foram mostradas (nomeadamente, uma Tech Demo de Final Fantasy VII).
O protótipo inicial mostrado em maio de 2005 apresentava duas portas HDMI, três portas Ethernet e seis portas USB; no entanto, quando o sistema foi exibido novamente um ano depois, na E3 de 2006, o número de entradas foi reduzida para uma porta HDMI, uma porta Ethernet e quatro portas USB, presumivelmente para cortar custos. Duas configurações de hardware também foram anunciadas para o console: um modelo de 20 GB e um modelo de 60 GB, com preço de US$ 499 (€ 499) e US$ 599 (€ 599), respectivamente. O modelo de 60 GB deveria ser a única configuração que apresentaria uma porta HDMI, Wi-Fi embutido, leitor de cartões flash e uma guarnição cromada com o logotipo em prata. Ambos os modelos foram anunciados para um lançamento mundial simultâneo: 11 de novembro de 2006 no Japão e 17 de novembro de 2006, na América do Norte e Europa.
Em 6 de setembro de 2006, a Sony anunciou que o lançamento da região PAL do PlayStation 3 seria adiado para março de 2007, devido à escassez de materiais usados no leitor de Blu-ray. Na Tokyo Game Show, em 22 de setembro de 2006, a Sony anunciou que iria incluir uma porta HDMI no sistema de 20 GB, mas não haveria inclusão de um chrome trim, leitor de cartões flash, logotipo de prata e Wi-Fi. Além disso, o preço de lançamento do modelo japonês de 20 GB foi reduzido em mais de 20%, e o modelo de 60 GB foi anunciado para um esquema de preços aberto no Japão. Durante o evento, a Sony mostrou 27 títulos do PS3 jogáveis em no hardware final.

### Lançamento
O PlayStation 3 foi lançado inicialmente no Japão em 11 de novembro de 2006 às 07h00. De acordo com o Media Create, 81 639 unidades foram vendidas em menos de 24 horas à sua introdução no Japão. 6 dias após o seu lançamento no Japão, o PlayStation 3 foi lançado na América do Norte, em 17 de novembro. Relatos de violência envolvendo o lançamento do PS3 incluem um cliente baleado, campistas assaltados a mão armada, clientes baleados por atiradores que estavam num carro em movimento portando armas BB e 60 campistas brigando por 10 sistemas.
Originalmente foi planejado um lançamento global do console em novembro, porém devido a um problema de atraso na produção do diodo de laser azul, utilizado no leitor de Blu-ray do console, poucas unidades puderam ser produzidas para a data original, e as regiões da Europa, Oriente Médio, África e Australasia só receberam o console em março do ano seguinte. Com um atraso de última hora, algumas empresas receberam unidades para pré-vendas, nas quais a Sony informou os clientes de quais são elegíveis para reembolsos completos ou podiam continuar a pré-venda. Em 24 de janeiro de 2007, a Sony anunciou que o PlayStation 3 seria lançado em 23 de março de 2007, na Europa, Austrália, Oriente Médio, África e Nova Zelândia. Foram vendidas cerca de 600 mil unidades do sistema em seus dois dias. Em 7 de março de 2007, a versão de 60 GB do PlayStation 3 foi lançada em Singapura com um preço de S$ 799. O console foi lançado na Coreia do Sul em 16 de junho de 2007, com uma versão única equipada com um disco rígido de 80 GB e IPTV.

### Modelo Slim
Após a especulação de que a Sony estava trabalhando em um modelo 'Slim', a Sony anunciou oficialmente o modelo PS3 CECH-2000 em 18 de agosto de 2009, na conferência de imprensa da empresa na Gamescom. O novo modelo era mais fino, tinha menor consumo de energia e um sistema de resfriamento mais silencioso. Foi lançado em grandes territórios em setembro de 2009. Ao mesmo tempo, um novo logotipo foi introduzido para substituir os nomes de palavras anteriores "Spider-Man" (nomeados devido ao uso da mesma fonte que os logotipos dos filmes da série Homem Aranha da Sony, então, atualizados ), com um novo símbolo da palavra "PS3" evocando o design do emblema PlayStation 2 substituindo as letras maiúsculas do nome PlayStation 3.

### Modelo Super Slim
Em setembro de 2012, na Tokyo Game Show, a Sony anunciou que um novo e mais fino modelo do PS3 (CECH-4000) deveria ser lançado no final de 2012 e que estaria disponível com um disco rígido de 250 GB ou 500 GB. Três versões do modelo Super Slim foram reveladas: uma com um disco rígido de 500 GB, um segundo com um disco rígido de 250 GB que não está disponível nas regiões PAL e um terceiro com um armazenamento flash de 12 GB que estava disponível nas regiões PAL e no Canadá. O armazenamento do modelo de 12 GB é expansível com um disco rígido oficial de 250 GB. Um suporte vertical também foi lançado para o modelo. No Reino Unido, o modelo de 500 GB foi lançado em 28 de setembro de 2012 e o modelo de 12 GB foi lançado em 12 de outubro de 2012. Nos Estados Unidos, o modelo Super Slim foi lançado pela primeira vez como um bundle. O modelo de 250 GB foi empacotado com a edição Game of the Year de Uncharted 3: Drake's Deception e lançado em 25 de setembro de 2012 e o modelo de 500 GB foi empacotado com Assassin's Creed III e lançado em 30 de outubro de 2012. No Japão, o modelo Super Slim de cor preta foi lançado em 4 de outubro de 2012 e o modelo Super Slim de cor branca foi lançado em 22 de novembro de 2012. O modelo Super Slim é 20% menor e 25% mais leve do que o modelo Slim e possui uma tampa de disco deslizante manual. O modelo Super Slim de cor branca foi lançado nos Estados Unidos em 27 de janeiro de 2013 como parte do Instant Game Collection Bundle. Os modelos Garnet Red e Azurite Blue foram lançados no Japão em 28 de fevereiro de 2013. A versão Garnet Red foi lançada na América do Norte em 12 de março de 2013 como parte do bundle God of War: Ascension com 500 GB de armazenamento e continha God of War: Ascension, bem como God of War Saga. O modelo Azurite Blue foi lançado como um exclusivo GameStop com 250 GB de armazenamento.

## Jogos
A PlayStation 3 lançou na América do Norte com 14 títulos, sendo outros três lançados antes do final de 2006. Após a primeira semana de vendas, confirmou-se que a Resistance: Fall of Man da Insomniac Games foi o jogo de lançamento mais vendido em América do Norte. O jogo foi fortemente elogiado por inúmeros sites de videogames, incluindo o GameSpot e o IGN, os quais premiaram o prêmio Play of the Game do Ano de 2006. Alguns títulos perderam a janela de lançamento e foram adiados até o início de 2007, como The Elder Scrolls IV: Oblivion, F.E.A.R. e Sonic the Hedgehog. Durante o lançamento japonês, Ridge Racer 7 foi o jogo mais vendido, enquanto Mobile Suit Gundam: Crossfire também se saiu bem nas vendas, sendo que ambos foram ofertas da Namco Bandai Games. O PlayStation 3 foi lançado na Europa com 24 títulos, incluindo alguns que não eram oferecidos nos lançamentos norte-americanos e japoneses, como Formula One Championship Edition, MotorStorm e Virtua Fighter 5. foram os títulos mais bem sucedidos de 2007, e ambos os jogos posteriormente receberam sequencias sob a forma de Resistance 2 e MotorStorm: Pacific Rift.
Na E3 2007, a Sony conseguiu mostrar uma série de seus próximos videogames para a PlayStation 3, incluindo Heavenly Sword, Lair, Ratchet & Clank Future: Ferramentas de Destruição, Warhawk e Uncharted: Drake's Fortune; todos os quais foram lançados no terceiro e quarto trimestres de 2007. Ele também mostrou vários títulos que foram lançados em 2008 e 2009; mais notavelmente Killzone 2, Infamous, Gran Turismo 5 Prologue, LittleBigPlanet e SOCOM: US Navy SEALs Confrontation. Também foram mostradas várias exclusivas de terceiros, incluindo o altamente esperado Metal Gear Solid 4: Guns of the Patriots, ao lado de outros títulos de alto nível de terceiros, como Grand Theft Auto IV, Call of Duty 4: Modern Warfare, Assassin's Creed, Devil May Cry 4 e Resident Evil 5. Dois outros títulos importantes para a PlayStation 3, Final Fantasy XIII e Final Fantasy Versus XIII, foram exibidos no TGS 2007 para apaziguar o mercado japonês.
Desde então, a Sony lançou sua gama orçamentária de títulos da PlayStation 3, conhecida como a gama Greatest Hits na América do Norte, a gama Platinum na Europa e Austrália e A melhor faixa no Japão. Entre os títulos disponíveis na faixa de orçamento incluem Resistance: Fall of Man, MotorStorm, Uncharted: Drakes Fortune, Rainbow Six: Vegas, Call Of Duty 3, Assassin's Creed e Ninja Gaiden Sigma. A partir de outubro de 2009 Metal Gear Solid 4: Guns of the Patriots, Ratchet & Clank Future: Ferramentas de Destruição, Devil May Cry 4, Army of Two, Battlefield: Bad Company e Midnight Club: Los Angeles também se juntaram à lista.
A partir de 31 de março de 2012, houve 595 milhões de jogos vendidos para a PlayStation 3. Os jogos de PS3 mais vendidos são Grand Theft Auto V, Gran Turismo 5, The Last Of Us, Uncharted 3: Drake's Deception e Uncharted 2.

## Hardware

### Unidade do sistema
O PlayStation 3 é convexo em seu lado esquerdo, com o logotipo do PlayStation em posição vertical, quando vertical (o lado superior é convexo quando horizontal) e possui um acabamento em preto brilhante. O designer do PlayStation, Teiyu Goto, declarou que o logotipo com fonte inspirada no Homem-Aranha “foi um dos primeiros elementos que o presidente da SCEI, Ken Kutaragi, decidiu e que o logotipo pode ter sido a força motivadora por trás do formato do PlayStation 3”.
O PlayStation 3 apresenta uma unidade de leitura sem bandeja Blu-ray Disc de 2x para jogos, filmes Blu-ray, DVDs, CDs e outras mídias ópticas. Era disponibilizado originalmente com disco rígidos de 20 e 60 GB (apenas o modelo de 60 GB foi disponibilizado em regiões PAL).
Um modelo de 80 GB foi, desde então, introduzido nas regiões NTSC e um modelo de 40 GB introduzido em todas as regiões. Todos os modelos do PlayStation 3 possuem discos rígidos SATA de 2.5" atualizáveis pelo usuário.
O sistema utiliza o microprocessador Cell criado por Sony, Toshiba e IBM como sua CPU, a qual é constituída por um “Power Processing Element” (PPE) baseado em PowerPC de 3.2 GHz e oito “Synergistic Processing Elements” (SPEs). O oitavo SPE está desabilitado para melhorar o rendimento do chip. Apenas seis dos sete SPEs estão acessíveis aos desenvolvedores visto que o sétimo SPE está reservado para o sistema operacional do console. O processamento gráfico é lidado pelo RSX 'Reality Synthesizer' da NVIDIA de 550 MHZ, o qual pode transmitir resoluções de 480i/576i SD até 1080p HD. O PlayStation 3 possui 256 MB de memória principal DRAM XDR e 256 MB de memória de vídeo GDDR3 para o RSX.
Possui ainda Bluetooth 2.0, Gigabit Ethernet, USB 2.0 e HDMI 1.3a. A rede Wi-Fi também é integrada nos modelos de 40, 60, 80 GB e slim posto que um leitor de cartão de memória (compatível com mídias Memory Stick, SD/MMC e CompactFlash/Microdrive) está integrado nos modelos de 60 GB e 80 GB CECHExx. O sistema suporta até sete controladores, os quais são conectados através da tecnologia Bluetooth 2.0.
O hardware do PlayStation 3 também foi utilizado para construir supercomputadores de alto desempenho computacional. Fixstars Solutions vende uma versão Yellow Dog Linux para o PlayStation 3 (originalmente vendido pela Terra Soft Solutions). RapidMind produziu um pacote de programação stream para o PlayStation 3, contudo foi adquirida pela Intel em 2009.
Também, em 3 de janeiro de 2007, Dr. Frank Mueller, Professor Associado de ciência da computação na NCSU, reuniu 8 PlayStation 3 em cluster.
Mueller comentou que os 256 MB de RAM do sistema é uma limitação para esta aplicação em particular e está considerando a tentativa de aperfeiçoar a memória RAM. Softwares incluem: Fedora Core 5 Linux ppc64, MPICH2, OpenMP v 2.5, GNU Compiler Collection e CellSDK 1.1. Logo que uma alternativa com melhor custo-benefício aos supercomputadores convencionais, o exército norte-americano adquiriu clusters de unidades do PlayStation 3 para propósito de pesquisa. Unidades de revenda do PlayStation 3 Slim não podem ser utilizadas para supercomputadores, pois o PlayStation 3 Slim não possui a habilidade de carregar um sistema operacional de terceiro.
Em 22 de março de 2007, a SCE e Universidade Stanford publicaram o projeto Folding@home para o PlayStation 3.
Este programa permite que os proprietários de PlayStation 3 emprestem o poder computacional de seus consoles ao auxílio do estudo de processo físicos do enovelamento de proteínas.
Em dezembro de 2008, um grupo de hackers utilizou um cluster de 200 PlayStation 3 para hackear o protocolo de segurança SSL.

### Modelo original
Existem sete modelos de hardware original do PlayStation 3, os quais são comumente referidos pelo tamanho de suas unidades de disco rígido integradas: "20", "40", "60", "80", "160", "250" e "320" GB.
A única diferença na aparência dos primeiros cinco modelos era a cor do enfeite, número de portas USB, a presença ou ausência de uma porta (que cobre o leitor de cartões de memória em modelos equipados) e algumas pequenas alterações nos ventiladores de ar. Todos os pacotes de revenda incluem um ou dois controladores Sixaxis e/ou um controlador DualShock 3 (desde 12 de julho de 2008), um cabo miniUSB para USB (para conectar o controlador e o PlayStation Portable ao sistema), um cabo de vídeo composto/saída de áudio estéreo, um cabo Ethernet (apenas em 20, 60 e CECHExx 80 GB) e um cabo de força.
Todos os modelos suportam emulação via software do Playstation original, mas o suporte à retrocompatibilidade foi sendo continuamente reduzida nos modelos posteriores, sendo Bundle de 80GB de Metal Gear Solid 4 o último modelo a anunciar retrocompatibilidade integrada. Problemas de compatibilidade com jogos em ambos os sistemas são detalhados em um banco de dados público hospedado pelo fabricante.
Todos os modelos, excluindo o de 20 GB, incluem Wi-Fi 802.11 b/g.
Além de todos esses recursos dos modelos de 20 GB, o modelos de 60 GB possui Wi-Fi IEEE 802.11 b/g interno, múltiplos leitores de cartão de memória (SD/MultiMedia Card, CompactFlash Type I/Type II, Microdrive, Memory Stick/PRO/Duo) e um enfeite colorido cromado.
Em termos de hardware, o modelo de 80 GB lançado na Coreia do Sul é idêntico ao modelo de 60 GB lançado nas regiões PAL, exceto pela diferença no tamanho do disco rígido.
Assim como os modelos sul-coreanos e europeus, o modelo de 80 GB (2007) norte-americano também exclui a CPU "Emotion Engine" do PlayStation 2.
Entretanto, ainda mantendo o GPU "Graphics Synthesizer". Devido à eliminação do "Emotion Engine", o nível de compatibilidade foi reduzido. Os modelos de 40 GB, 80 GB (2008) e 160 GB possuem duas portas USB ao invés de quatro portas USB em outros modelos e não inclui múltiplos leitores de cartão de memória, suporte à SACD ou qualquer retrocompatibilidade com jogos de PlayStation 2. Em conseqüência da remoção da GPU "Graphics Synthesizer", a qual removeu o hardware baseado em PlayStation 2 das unidade.
Nenhum Wi-Fi ou leitor de cartão de memória oficiais jamais foi lançado pela Sony para o sistema de 20 GB, embora houvesse planos de lançá-los.
Desde setembro de 2009 a Sony não deu mais ênfase nestes complementos propostos. No entanto, como o modelo apresenta quatro portas USB 2.0, rede sem fio e cartão de memória flash o suporte já pode ser obtido através do uso de uma variedade de adaptadores USB externos disponíveis e hubs de mídia de terceiro específicos para o PlayStation 3.
Houve rumores de que o processador Cell na terceira geração do PlayStation 3 (40 GB, 2008 80 GB e 160 GB) passaria do processo de fabricação de 90 nm para o mais recente de 65 nm, o qual o CEO da SCEI, Kaz Hirai, confirmou mais tarde, posteriormente o processador foi reduzido para um processo de 45 nm. Essa alteração diminuiu o consumo de energia do console e tornou-o menos caro à produção. foi descontinuado em 2009.

### Modelo Slim
O PlayStation 3 Slim é uma versão redesenhada do console. Ele apresenta um disco rígido atualizável de 120 GB, 160 GB, 250 GB ou 320 GB, sendo 33% menor, 36% mais leve e consumindo 34% (CECH-20xx) ou 45% (CECH-21xx) menos energia que os modelos anteriores; ou um terço do modelo original. O sistema de refrigeração foi reformulado, o microprocessador Cell passou para um processo de fabricação de 45 nm e o RSX para um processo de 45 nm na última revisão e espera-se no futuro a adoção do novo de 32 nm no console. O PlayStation 3 Slim vendeu mais que um milhão de unidades em suas primeiras 3 semanas à venda.
O PlayStation 3 Slim também possui suporte à CEC (mais comumente referido por suas marcas de fabricação de BraviaSync, VIERA Link, EasyLink e outros) que permite controlar o console através de HDMI utilizando o controle remoto. O PlayStation 3 Slim também executa-se mais silenciosamente e refrigerado do que os modelos anteriores devido a seu Cell de 45 nm. Não possui mais o botão de “energia principal” (similar ao PlayStation 2 Slim), como os modelos de PlayStation 3 anteriores, que localizava-se na parte traseira do console.
O suporte para emulação de títulos de jogos do PlayStation 2 não está presente na versão Slim, mas recentemente a Sony está possibilitando downloads de jogos de PS2 (para qualquer Playstation 3) através da PSN. O PlayStation 3 Slim foi lançado oficialmente em 1 de setembro de 2009 na América do Norte e Europa e em 3 de setembro de 2009 no Japão, Austrália e Nova Zelândia. Entretanto, alguns revendedores como a Amazon.com, Best Buy e GameStop começaram a venda do PlayStation 3 Slim em 25 de agosto de 2009.
Um PlayStation 3 de 250 GB com temática do Final Fantasy XIII, branco e com desenhos em rosa, foi anunciado oficialmente em 24 de setembro de 2009 na Tokyo Game Show como parte de um ‘’’bundle’’’ no Japão para Final Fantasy XIII, foi revelado inicialmente nos arquivos do FCC como PS3 CECH-2000B. A Sony Computer Entertainment Austrália também anunciou mais tarde naquele dia que traria o PlayStation 3 de 250 GB à Austrália, o qual seria vinculado com outros jogos e não apresentaria o tema de Final Fantasy XIII. Ainda que nenhum ‘’bundle’’ americano foi anunciado para o PlayStation 3 Slim de 250 GB, ele será vendido com console separado (exclusivamente) na América do Norte

### Modelo Super Slim
Em setembro de 2012 durante a Tokyo Game Show foi apresentado o PS3 Super Slim. O novo modelo existe em duas versões, uma com 250 GB e outra com 500 GB de HD. Também é aproximadamente 20% menor e 25% mais leve que o modelo anterior, a nova versão conta com algumas reformulações no seu hardware, tais como a inclusão de uma tampa na unidade de Blu-ray, obviamente para cortar custos e deixar o console mais barato. Foi lançado na América do Norte em 25 de setembro de 2012, 4 de outubro 2012 no Japão e 12 de outubro de 2012 na Europa. Uma versão exclusiva com 12 GB de memória Flash foi lançada em 12 de outubro de 2012 na Europa e segundo a Sony está versão somente será disponibilizada nessa região (por tempo indeterminado). A versão brasileira do PS3 Super Slim foi lançada em 12 de outubro de 2012, porém apenas a versão de 250 GB foi lançada e ao mesmo preço do modelo slim de 160 GB.

### Comparação entre modelos
| Modelo                                       | Recursos | Recursos | Cores disponíveis | Disponibilidade                                                                                  | Em produção | Bundles disponíveis |
| -------------------------------------------- | --- | --- | --- | ------------------------------------------------------------------------------------------------ | ----------- | --- |
| 20 GB CECHBxx NTSC                           | - 4 portas USB - Emulação de PS2 por hardware - Reprodução de SACD - Controlador Sixaxis | — | Preto Piano com enfeite Preto | novembro de 2006                                                                                 | Não         | — |
| 60 GB CECHAxx NTSC                           | - 4 portas USB - Emulação de PS2 por hardware - Reprodução de SACD - Controlador Sixaxis | - Leitores de cartão de memória - 802.11b/g Wi-Fi | Preto Piano com enfeite Cromado | novembro de 2006                                                                                 | Não         | — |
| 60 GB CECHCxx PAL                            | - 802.11b/g Wi-Fi - Leitores de cartão de memória - 4 portas USB - Emulação parcial de PS2 por software - Reprodução de SACD - Controlador Sixaxis (Bundles de MGS4 vendidos com controlador DualShock 3) | - 802.11b/g Wi-Fi - Leitores de cartão de memória - 4 portas USB - Emulação parcial de PS2 por software - Reprodução de SACD - Controlador Sixaxis (Bundles de MGS4 vendidos com controlador DualShock 3) | Preto Piano com enfeite Cromado | março de 2007                                                                                    | Não         | - MotorStorm, Resistance: Fall of Man e controlador (Sixaxis) extra (Reino Unido) |
| 80 GBCECHExx NTSC                            | - 802.11b/g Wi-Fi - Leitores de cartão de memória - 4 portas USB - Emulação parcial de PS2 por software - Reprodução de SACD - Controlador Sixaxis (Bundles de MGS4 vendidos com controlador DualShock 3) | - 802.11b/g Wi-Fi - Leitores de cartão de memória - 4 portas USB - Emulação parcial de PS2 por software - Reprodução de SACD - Controlador Sixaxis (Bundles de MGS4 vendidos com controlador DualShock 3) | Preto Piano com enfeite Cromado | agosto de 2007                                                                                   | Não         | - MGS4 - MotorStorm |
| 40 GB CECHGxx, CECHHxx, CECHJxxPAL, NTSC     | - Wi-Fi 802.11b/g - 2 portas USB - Controlador DualShock 3 | - Wi-Fi 802.11b/g - 2 portas USB - Controlador DualShock 3 | - Preto Piano - Branco Cerâmico [b] - Prata Cetim [c] (Todos com enfeite Prata Cetim) - Cinza Escuro Azulado com enfeite de mesma cor [d] | outubro de 2007 EU AU novembro de 2007 AN JP                                                     | Não         | - GTA IV (Europa) |
| 80 GB CECHKxx, CECHLxx, CECHMxx PAL, NTSC    | - Wi-Fi 802.11b/g - 2 portas USB - Controlador DualShock 3 | - Wi-Fi 802.11b/g - 2 portas USB - Controlador DualShock 3 | - Preto Piano - Branco Cerâmico - Prata Cetim [c] (Todos com enfeite Prata Cetim)                                                         | agosto de 2008 AN EU AU outubro de 2008 JP                                                       | Não         | Bundles de 80 GB - - MGS4 e Killzone 2 Greatest Hits - LittleBigPlanet (Reino Unido) - inFamous (Reino Unido) - Yakuza 3 (Console Branco Cerâmico apresentando desenho de dragão personalizado)[e] (Japão) - Vários bundles de filmes Blu-ray: - Eu Sou a Lenda (Reino Unido) - Terminator Salvation e Terminator 3 (Reino Unido) - 300 (Reino Unido)                                                                              |
| 160 GB CECHPxx, CECHQxx PAL, NTSC            | - Wi-Fi 802.11b/g - 2 portas USB - Controlador DualShock 3 | - Wi-Fi 802.11b/g - 2 portas USB - Controlador DualShock 3 | Preto Piano | outubro de 2008 EU novembro de 2008 AN                                                           | Não         | - Uncharted (Região NTSC) |
| 120 GB slimCECH-20xxA, CECH-21xxAPAL, NTSC   | - Wi-Fi 802.11b/g - 2 portas USB - Controle Bravia Sync XMB (CEC) - Fator de forma menor - Transmissão de Dolby TrueHD e DTS-HD Master Audio - Controlador DualShock 3                                    | - Wi-Fi 802.11b/g - 2 portas USB - Controle Bravia Sync XMB (CEC) - Fator de forma menor - Transmissão de Dolby TrueHD e DTS-HD Master Audio - Controlador DualShock 3                                    | Preto Carvão | 1 de setembro de 2009 AN EU 3 de setembro de 2009 AU NZ JP                                       | Não         | - LittleBigPlanet e Ratchet & Clank Future: A Crack in Time (Região NTSC) - Blu-ray This Is It |
| 250 GB slim CECH-20xxB, CECH-21xxB PAL, NTSC | - Wi-Fi 802.11b/g - 2 portas USB - Controle Bravia Sync XMB (CEC) - Fator de forma menor - Transmissão de Dolby TrueHD e DTS-HD Master Audio - Controlador DualShock 3                                    | - Wi-Fi 802.11b/g - 2 portas USB - Controle Bravia Sync XMB (CEC) - Fator de forma menor - Transmissão de Dolby TrueHD e DTS-HD Master Audio - Controlador DualShock 3                                    | - Preto Carvão - Branco e Rosa[f] | outubro de 2009EU 15 de outubro de 2009 AU NZ 3 de novembro de 2009 AN 17 de dezembro de 2009 JP | Não         | Bundles slim de 250 GB - - Final Fantasy XIII (Console Branco e Rosa)[f] (Japão) - Uncharted 2 (Austrália) (Reino Unido) - Ratchet & Clank: A Crack in Time (Austrália) - SingStar Motown (Austrália) - EyePet (Austrália) - PlayTV (Austrália) - Tekken 6 (Europa, exceto para Reino Unido) - Filmes Blu-ray X-Men Origens: Wolverine e The Dark Knight (Reino Unido) - Assassin's Creed 2 (Reino Unido) - God of War III (Índia) |
| 160 GB slimCECH-25xx NTSC                    | - Wi-Fi 802.11b/g - 2 portas USB - Controle Bravia Sync XMB (CEC) - Fator de forma menor - Transmissão de Dolby TrueHD e DTS-HD Master Audio - Controlador DualShock 3                                    | - Wi-Fi 802.11b/g - 2 portas USB - Controle Bravia Sync XMB (CEC) - Fator de forma menor - Transmissão de Dolby TrueHD e DTS-HD Master Audio - Controlador DualShock 3                                    | - Preto Carvão - Branco Clássico | 29 de julho de 2010 JP                                                                           | Não         | - Torne (Japão) |
| 320 GB slimCECH-25xx NTSC                    | - Wi-Fi 802.11b/g - 2 portas USB - Controle Bravia Sync XMB (CEC) - Fator de forma menor - Transmissão de Dolby TrueHD e DTS-HD Master Audio - Controlador DualShock 3                                    | - Wi-Fi 802.11b/g - 2 portas USB - Controle Bravia Sync XMB (CEC) - Fator de forma menor - Transmissão de Dolby TrueHD e DTS-HD Master Audio - Controlador DualShock 3                                    | - Preto Carvão | 29 de julho de 2010 JP                                                                           | Não         | — |
| 12 GB super slim CECH-40xxA PAL              | - 802.11b/g Wi-Fi - 2 portas USB 2.0 - Controle BRAVIA Sync XMB (CEC) - Fator de forma menor - Tampa para unidade óptica - Transmissão Dolby TrueHD e DTS-HD Master Audio - Controlador DualShock 3       | - 802.11b/g Wi-Fi - 2 portas USB 2.0 - Controle BRAVIA Sync XMB (CEC) - Fator de forma menor - Tampa para unidade óptica - Transmissão Dolby TrueHD e DTS-HD Master Audio - Controlador DualShock 3       | - Preto Carvão | - EU: 12 outubro 2012                                                                            | Não         | — |
| 250 GB super slim CECH-40xxB NTSC            | - 802.11b/g Wi-Fi - 2 portas USB 2.0 - Controle BRAVIA Sync XMB (CEC) - Fator de forma menor - Tampa para unidade óptica - Transmissão Dolby TrueHD e DTS-HD Master Audio - Controlador DualShock 3       | - 802.11b/g Wi-Fi - 2 portas USB 2.0 - Controle BRAVIA Sync XMB (CEC) - Fator de forma menor - Tampa para unidade óptica - Transmissão Dolby TrueHD e DTS-HD Master Audio - Controlador DualShock 3       | - Preto Carvão - Branco (Japão) | - JP: 4 outubro 2012 - AN: 25 de setembro de 2012                                                | Não         | - Uncharted 3: Drake's Deception Edição de jogo do ano (US) |
| 500 GB super slim CECH-40xxB PAL, NTSC       | - 802.11b/g Wi-Fi - 2 portas USB 2.0 - Controle BRAVIA Sync XMB (CEC) - Fator de forma menor - Tampa para unidade óptica - Transmissão Dolby TrueHD e DTS-HD Master Audio - Controlador DualShock 3       | - 802.11b/g Wi-Fi - 2 portas USB 2.0 - Controle BRAVIA Sync XMB (CEC) - Fator de forma menor - Tampa para unidade óptica - Transmissão Dolby TrueHD e DTS-HD Master Audio - Controlador DualShock 3       | - Preto Carvão - Branco (Japão) | - JP: 4 outubro 2012 - AN: 30 outubro 2012 - EU: 28 setembro 2012                                | Não         | - Assassin's Creed III (US) |

Key:Predefinição:Key box"1ª Geração" Predefinição:Key box"2ª Geração" Predefinição:Key box"3ª Geração" Predefinição:Key box"4ª Geração" Predefinição:Key box"5ª Geração"
Todos os modelos Preto Piano e Branco Cerâmico possuem um acabamento brilhante
Todos os modelos incluem: unidade de Blu-ray Disc/DVD/CD, HDMI 1.3a, Bluetooth 2.0, Gigabit Ethernet (10BASE-T, 100BASE-TX, 1000BASE-T) e retrocompatibilidade de PlayStation One através de emulação de software.
↑ f Modelo Branco e Rosa disponível apenas como parte do bundle japonês de Final Fantasy XIII e apresenta um desenho do personagem de Final Fantasy XIII em rosa, "Lightning" em seu gabinete.

### Conectividade com o PlayStation Portable
O PlayStation Portable pode conectar-se com o PlayStation 3 de várias maneiras, incluindo conectividade com jogos. Por exemplo, Formula One: Championship Edition, um jogo de corrida, foi mostrado na E³ 2006 utilizando um PSP como espelho retrovisor em tempo real. Além disso, os usuários podem baixar formatos de jogos originais do PlayStation através da PlayStation Store, transferir e reproduzi-los no PlayStation Portable e no PlayStation 3. Também é possível utilizar o recurso Remote Play para reproduzir estes e alguns jogos da PlayStation Network remotamente no PlayStation Portable através de uma rede ou conexão à Internet.
A Sony também demonstrou o PlayStation Portable reproduzindo conteúdo em vídeo a partir do disco rígido do PlayStation 3 através de uma rede sem fio ad-hoc. Este recurso refere-se ao Remote Play localizado abaixo do ícone navegador de Internet no PlayStation 3 e no PlayStation Portable.
O Remote Play desde então se expandiu, permitindo o acesso remoto ao PlayStation 3 através do PlayStation Portable a partir de qualquer ponto de acesso sem fio no mundo.

### Remoção do suporte a "Outro OS"
Entre as alterações realizadas no modelo 'slim' estava a remoção do recurso “Outro OS”; a habilidade de instalar outro sistema operacional em conjunto com o software principal do sistema. Sua remoção alegada para concentrar-se em jogos e outro conteúdo (novos drives, etc.; teriam que ser escritos para que o novo hardware pudesse ser utilizado no sistema operacional alternativo), ainda que seja possível devido a Sony descobrir uma vulnerabilidade no recurso que permitiria a pirataria (hacking) do console. Tal vulnerabilidade foi mais tarde encontrada nas versões originais (não slim) por George Hotz, o qual criou um hack que utiliza a combinação de modificação de hardware e o recurso “Outro OS” para tomar o controle do hiper-visor.
Desde a versão 3.21 do firmware, a instalação de outros sistemas operacionais não é suportada em qualquer modelo, sendo a opção removida do XMB. A razão fornecida pela Sony foi: “desabilitar o recurso ‘Outro OS’ auxiliará na garantia de que proprietários de PlayStation 3 continuarão a ter acesso à vasta gama de jogos e conteúdo de entretenimento da Sony Computer Entertainment e seus parceiros de conteúdo em um sistema mais seguro”. O desenvolvedor principal de Linux da Sony foi transferido, por isso qualquer desenvolvimento do Linux para PlayStation 3 deveria ser realizado por conta própria. Isso causou alguma controvérsia, pois em vigor a Sony está removendo recurso oficialmente anunciados e suporte de produtos já vendidos. Esta controvérsia também gerou várias ações judiciais voltadas em fazer com que a Sony retorne o recurso e/ou para obter algum tipo de compensação.
A atualização de firmware 3.21 é mandatória para acessar a PlayStation Network e como tal, vários recursos como: jogos online e acesso a PlayStation Store estão indisponíveis para àqueles que escolherem não atualizar. Adicionalmente, à necessidade do firmware 3.21 ou posterior para jogos futuros e perfis BD mais recentes para filmes Blu-ray pode tornar a reprodução de tais impossível sem a atualização apropriada.

## Controladores e acessórios
Vários acessórios para o console foram desenvolvidos, incluindo os controladores sem fio Sixaxis e DualShock 3, o Logitech Driving Force GT, o Logitech Cordless Precision™ Controller, o Controle Remoto BD, a câmera PlayStation Eye e o acessório sintonizador/gravador digital de vídeo PlayTV DVB-T.

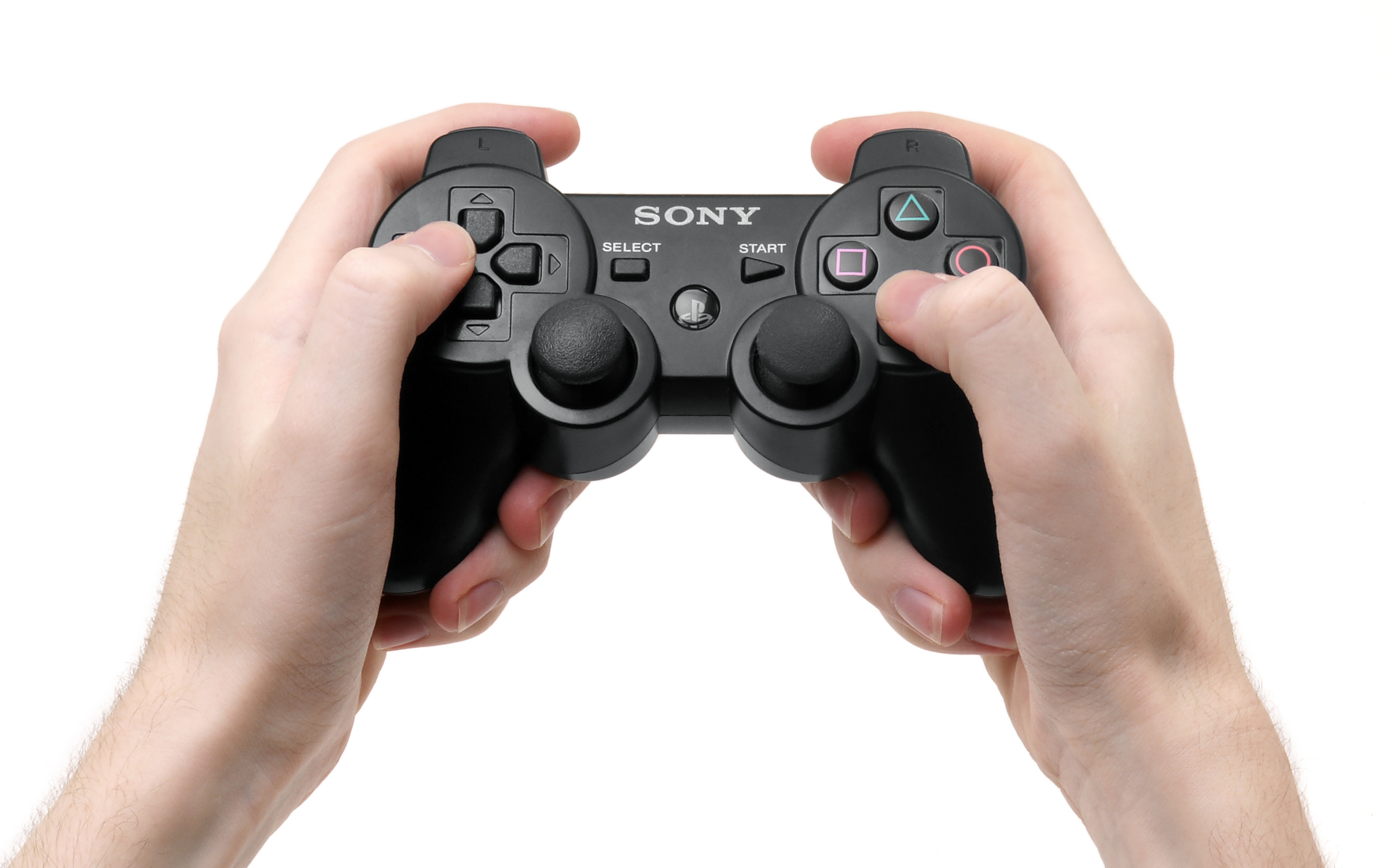
Controlador DualShock 3 na mão.

Em sua conferência à imprensa na Tokyo Game Show 2007, a Sony anunciou o DualShock 3 (marca comercial DUALSHOCK 3), um controlador de PlayStation 3 com as mesmas funções e design do Sixaxis, mas com capacidade de vibração incluída.
Primeiras impressões descrevem o controlador como notavelmente mais pesado do que um controlador Sixaxis padrão e capaz de forces vibratórias comparáveis as do DualShock 2. Foi lançado no Japão em 11 de novembro de 2007, na América do Norte em 5 de abril de 2008, na Austrália em 24 de abril de 2008, na Nova Zelândia em 9 de maio de 2008, na Europa em 2 de julho de 2008, no Reino Unido e Irlanda em 4 de julho de 2008 e Seicheles em março de 2010. Durante a E3 2009, a Sony anunciou planos para lançar o PlayStation Move em 2010. Atualmente o PlayStation Move vem incluído no pack 320 GB ou no Starter Pack que inclui a câmera.

## Confiabilidade
De acordo com Ars Technica, o número de consoles de PlayStation 3 que apresentaram falhas está dentro das taxas normais de falha na indústria de eletrônicos para consumidor.
Entretanto, em setembro de 2009, o programa de televisão Watchdog da BBC exibiu um relatório investigativo ao suposto problema da “luz amarela da morte”, que afeta menos de 0,5% dos PlayStation 3 vendidos no Reino Unido. A luz amarela indica uma falha não específica de hardware que torna o sistema inutilizável.
O programa também mencionou que o PlayStation 3 possui um ano de garantia (típico na maioria dos produtos eletrônicos para consumo). Proprietários de PlayStation 3 fora da garantia podem pagar a Sony uma taxa fixa para obter um console recondicionado.
Em resposta ao tom do programa, o vice-presidente sênior e diretor-executivo, Ray Maguire emitiu um documento criticando o programa e citando a tentativa em potencial de prejudicar a Sony e a marca PlayStation, afirmando que os três sistemas PlayStation 3 que o programa testou não são evidência de um defeito de fabricação.

### Bug do ano bissexto
Em 1 de março de 2010 (UTC), muitos dos modelos originais (não Slim) de PlayStation 3 em todo o mundo estavam sofrendo de erros relacionados ao seu relógio interno de sistema. O erro teve uma série de sintomas. Inicialmente, o problema principal parecia ser a incapacidade de se conectar à PlayStation Network. No entanto, a raiz do problema não estava relacionado a PlayStation Network, já que até mesmo os usuários que nunca haviam sido conectados também tiveram problemas para jogar os jogos instalados off-line (que solicitava o temporizador do sistema como parte da inicialização) e para utilizar os temas do sistema. Ao mesmo tempo, vários usuários observaram que o relógio do console havia voltado para 31 de dezembro de 1999. O evento foi apelidado de ApocalyPS3, uma brincadeira com a palavra Apocalipse.

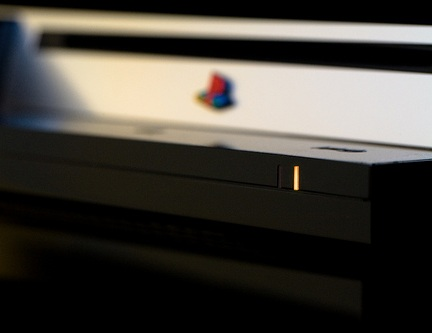
O PlayStation 3 com o LED amarelo ligado, indicando uma falha não específica.

O código de erro apresentado era tipicamente 8001050F e os usuários afetados ficaram incapazes de se conectar, jogar jogos, usar temas dinâmicos e visualizar/sincronizar troféus.
O problema apenas residia entre a primeira até a terceira geração de unidades do PS3 original, enquanto que os modelos “Slim” mais recentes pareciam estar totalmente isentos.
A Sony confirmou que houve um erro e afirmou: "Estamos limitando a questão e continuando a trabalhar para restaurar o serviço para todos". A partir de 2 de março de 2010 (UTC), os proprietários do PS3 original podiam se conectar a PSN com sucesso e o relógio não mostrava mais a data 31 de dezembro de 1999. A Sony afirmou que os modelos afetados identificaram incorretamente o ano de 2010 como sendo bissexto devido a um erro no método BCD de armazenar da data. No entanto, para a maioria dos usuários, o relógio de sistema operacional do hardware (atualizado principalmente a partir da Internet e não associado ao relógio interno) precisou ser atualizado manualmente ou re-sincronizado através da internet.

## Sistema operacional

### Software do Sistema
A Sony incluiu a capacidade de atualizar o sistema operacional, referido como System Software. As atualizações podem ser adquiridas de várias maneiras:
- Se o PlayStation 3 possui uma conexão à Internet ativa, as atualizações podem ser transferidas diretamente a partir da PlayStation Network até o PlayStation 3 e subsequentemente instaladas. Os sistemas com Internet ativada procurarão automaticamente por atualizações de software cada vez que o console for iniciado.
- Ao utilizar um PC externo, o usuário pode baixar a atualização através do site oficial do PlayStation, transferir para uma mídia portátil de armazenamento e instalá-la no sistema.
- Alguns discos de jogos vêm com atualizações de software do sistema no disco. Isso porque o jogo necessita da atualização para ser executado. Caso haja a necessidade, o software deve ser instalado a partir do disco.[170]

O PlayStation 3 original também possuía a capacidade de instalar outros sistemas operacionais, como o Linux. Essa característica não estava incluída nos modelos Slim mais recentes e foi removida de todos os consoles PlayStation 3 antigos com a atualização de firmware 3.21 em abril de 2010. O recurso está agora apenas disponível para os usuários de consoles originais que escolheram não atualizar seus softwares de sistema além da versão 3.15. Importante lembrar que os usuários que escolherem não instalar uma das atualizações obrigatórias do firmware, como foi a 3.21, perderão a capacidade de jogar online no PlayStation 3.

### Interface gráfica do usuário
A versão padrão do XrossMediaBar para PlayStation 3 (pronunciado Cross Media Bar ou abreviado XMB) inclui nove categorias de opções. Estas são: Usuários, Configurações, Fotografia, Música, Vídeo, Jogo, Rede, PlayStation Network e Amigos (similar à barra de mídia do PlayStation Portable). Uma décima categoria chamada TV é exibida entre Música e Vídeo se o PlayTV ou sintonizador estiver instalado ou se o console satisfaz certos critérios para acessar serviços de televisão selecionados. Por padrão, a seção O Que Há de Novo do PlayStation Network é exibido quando o sistema inicia-se. O PlayStation 3 possui a capacidade de armazenar vários perfis mestre ou secundário de usuário, gerenciar e explorar fotos com ou sem uma apresentação musical de slide, reproduzir músicas e copiar faixas de CDs de áudio para um dispositivo de armazenamento de dados anexado, reproduzir filmes e arquivos de vídeos a partir de: uma unidade de disco rígido, um disco óptico, armazenamento de massa USB opcional ou cartão Flash; compatibilidade com um teclado ou mouse USB e um navegador da web com suporte a/compatível com recursos de transferências de arquivos. Adicionalmente, mídia UPnP aparecerá nas respectivas categorias áudio/vídeo/foto se um servidor de mídia compatível ou servidor DLNA for detectado na rede local.
O menu Amigos permite correspondência com recursos de emoticons e imagens, o bate-papo com vídeo requer uma webcam PlayStation Eye ou EyeToy opcional. O menu Rede permite aquisições online através da PlayStation Store e conectividade com o PlayStation Portable via Remote Play.

### Gerenciamento de Direitos Digitais
O console PlayStation 3 protege certos tipos de dados e utiliza gerenciamento de direitos digitais para limitar a utilização de dados. Jogos e conteúdo adquiridos através da loja da PlayStation Network são governados pelo Network Digital Rights Management (NDRM) do PlayStation. O NDRM permite que usuários acessem os dados a partir de até dois PlayStation 3 diferentes que foram ativados utilizando um ID de usuário da PlayStation Network. O PlayStation 3 também limita a transferência de vídeos protegidos contra cópia transferidos de sua loja para outras máquinas e declara que vídeos protegidos contra cópia "podem não restaurar corretamente" seguido de certas ações após realizar um backup como transferir uma nova cópia de filme protegido.

### Photo Gallery
Photo Gallery é um aplicativo opcional para visualizar, criar e agrupar fotos a partir do PlayStation 3, é instalado separadamente através do software do sistema com 105 MB. Foi introduzido na versão 2.60 do software do sistema e fornecia uma variedade de ferramentas para ordenar e exibir imagens do sistema. O recurso principal deste aplicativo é sua capacidade de organizar fotos em grupos de acordo com vários critérios. Categorias notáveis são: cores, idades ou expresses faciais das pessoas nas fotos. Apresentações de slides podem ser exibidas com o aplicativo, juntamente com músicas e listas de reprodução. O software foi atualizado com o lançamento da versão 3.40 do software de sistema, permitindo que usuário enviem fotos no Facebook e Picasa, e naveguem.

### Editor e Carregador de Vídeos
Um novo aplicativo foi lançado como parte da versão 3.40 do sistema de software, o qual permite aos usuário editar vídeos no PlayStation 3 e carregá-los na Internet.
O software apresenta ferramentas básicas de edição de vídeo, incluindo a capacidade de recortar vídeos e adicionar músicas e legendas. Os vídeos podem ser, então, renderizados e carregados para sites de compartilhamento de vídeos como Facebook e YouTube.

### VidZone
O VidZone é um serviço de transferência online de videoclipes, acessível através da categoria Música no XMB, que permite transmissão gratuita de videoclipes. O catálogo do VidZone abrange mais de 1,5 milhões de faixas, 25 000 videoclipes e 15 000 realtones, incluindo acesso total ao catálogo da Sony BMG e da EMI.
Em 11 de junho de 2009, o serviço do VidZone foi estendido para o sistema de videogame PlayStation 3 na Europa e Austrália, permitindo que os usuários assistam vídeos musicais em seus PlayStation 3 ou transmitam para seus PSP via Remote Play.

### Catch Up TV
Os serviços Catch Up TV são transmissões de IPTV de programas gratuitos e formatados especialmente para exibição no PlayStation 3. Onde disponível, canais selecionados estarão acessíveis através da categoria TV no XMB.

### Mubi
Um aplicativo Mubi para o PlayStation 3 foi anunciado em maio de 2010. O serviço integra elementos de rede social e streaming de vídeo, permitindo que os usuários assistam e discutam sobre filmes com outros usuários.

## PlayStation Network
A PlayStation Network é o serviço de jogos multijogadores unificado e de entrega de mídia digital fornecido pela Sony Computer Entertainment para o PlayStation 3 e PlayStation Portable, anunciada durante a conferência PlayStation Business Briefing de 2006 em Tóquio. O serviço está sempre conectado, é gratuito, e inclui suporte multijogadores. A rede permite jogos online, a PlayStation Store, PlayStation Home e outros serviços. A PlayStation Network utiliza PlayStation Network moeda corrente real e PlayStation Network Cards, como visto na PlayStation Store e PlayStation Home.
No dia 20 de abril de 2011, a PlayStation Network e a Sony Online Entertainment ficaram "offline" devido a uma "intromissão externa" como resultado de uma invasão ilegal, comprometendo informações pessoais.
No dia 29 de março de 2021, A Sony anunciou que a Playstation Network do PS3, PSP e PSVita seriam descontinuados, não sendo mais possível comprar jogos e DLCs para essas plataformas.

### Pirataria
Inicialmente uma falha no sistema do console permitiu que o sistema fosse iniciado através de uma de suas portas USB, no qual aparelhos denominados "modchips" poderiam realizar o eleito "jailbreak" no aparelho, permitindo aos usuários fazer backups dos jogos no HD do console ou em qualquer mídia removível (USB) e executá-lo posteriormente sem a necessidade do disco do game.
A Sony em si não comentou este caso, mas apesar da Sony ter lançado atualizações para bloquear esse método, os hackers tiveram acesso ao código do firmware e agora têm criado firmwares personalizados sem necessitar de qualquer "modchip", ou seja é possível fazer Jailbreak no console sem o uso de "modchip".
Para travar isso a Sony lançou a atualização 3.56 e por enquanto não é possível piratear o console nessa versão, visto que nesta versão, os hackers não conseguem validar seu Checksum.

Logótipo da PlayStation Store, um mercado virtual "online" disponível para usuários dos consoles PlayStation 3 e PlayStation Portable, via PlayStation Network.

O console levou ao menos quatro anos para ser "hackeado", tendo até então sido denominado pela mídia como o "inviolável". Frente a isso, a Sony adicionou a reprodução de videos Blu-ray em 3D, afim de incentivar os usuários a realizar a atualização do firmware 3.41 para 3.50, bloqueando o console novamente. Posteriormente, com a criação de firmwares personalizados como é o caso do 3.55 cfw, a Sony não sabe o que fazer, visto que os hacker descobriram a chave do sistema, o que permite alterá-lo, instalar "homebrew" e até mesmo voltar a instalar sistemas operacionais, como por exemplo o Linux.
O firmware recentemente lançado é alvo de destaque. De acordo com KaKaRoToKs, hacker responsável pelo desenvolvimento do PSFreedom, analisou o novo firmware, e diz que este removeu os "loaders", ferramentas que os hackers aproveitavam para modificar o software. De acordo com o mesmo, a Sony aparentemente conseguiu, definitivamente, abolir o uso de "homebrews", backup de jogos e outras funcionalidades desenvolvidas por hackers. De acordo com o mesmo, outra ferramenta foi adicionada no lugar dos loaders.
Outra novidade, é que, desde a versão 0,80 até a versão 3,56 do firmware, a Sony usava um grupo de chaves, denominado MELTDR, chaves responsáveis pela segurança do console, no qual o hacker Geohot conseguiu extrair do sistema (usando um exploit do processador) e as divulgou em seu site.
Já na 3,60, esse grupo de chaves não é mais usado, porém outro recurso ainda não detectado é usado para a segurança do console PlayStation 3. Adicionalmente, foi adicionada dupla segurança nos jogos, usado duas camadas de NPDRM, no qual impossibilita a decodificação e a pirataria.
A situação permaneceu estável até o mês de outubro de 2012, quando um grupo hacker intitulado "The Three Musketeers" publicou as chaves primárias de segurança do console, conhecidas como LV0, as quais a Sony vinha utilizando desde a divulgação pública de suas chaves MELTDR. Como o LV0 é a camada primária de segurança do console, ao contrário da MELTDR, esta brecha não pode mais ser corrigida com atualizações de firmware da Sony, como vinha ocorrendo desde então. Em 2013 foi criado um novo método de desbloqueio o 3key ou COBRA ODE (Optical Drive Emulator) que foi possível rodar jogos através de um Flash Drive ou Disco Rígido USB também possibilitando jogar esse jogos Piratas on-line, com a atualização de sistema 4.61 nas versões Super Slim do PS3 o desbloqueio parou de funcionar do método tradicional sendo obrigatório soldar mais um fio em sua placa do desbloqueio e ainda tendo que usar um SWAP Disc para continuar utilizando os jogos on line.

### Downgrade
Por padrão, o PlayStation 3 não permite a função do downgrade. Devido a esta funcionalidade, inicialmente, um grupo de hackers desenvolveram um dispositivo chamado Infectus, dispositivo que força o console a instalar e executar um firmware mais antigo ao atualmente instalado. Os primeiros testes foram feitos fazendo o downgrade do firmware 1.60 para o firmware 1.50, no qual o dispositivo gravava a versão anterior na EFI (um tipo de BIOS usado em sistemas modernos) do console. Este método exibia cabos conectados na placa mãe do console. A ação foi bem sucedida.
Recentemente, com a popularidade do firmware 3.41 com o uso de jogos pirateados e com o uso de homebrews, a Sony lançou a atualização 3.42, que impedia o uso de softwares não autorizados. Os usuários que fizeram a atualização se deram conta da perda das funcionalidades dos homebrews. Um grupo de hackers descobriram que o uso dos "loaders" do sistema poderiam dar acesso ao Modo de Fábrica (Factory Mode), no qual uma tarja vermelha é exibida na tela, mostrando que o sistema está em modo de manutenção. Os hackers descobriram que, depois que o console entrou neste modo de operação, o sistema poderia ser revertido para usa versão anterior, com o uso de outros loaders e um pen drive constando um firmware anterior.
Diversos "downgrades" foram feitos desde então, retornando os consoles na versão 3.41 e reabilitando o uso de homebrews. Os usuários perceberam que esta ação desativou a função de "Player" de filmes em Blu-ray, no qual apenas seria restaurado formatando o HD interno e instalando o firmware por completo. Este método usava um dispositivo USB não-invasivo, que não necessitava que o console fosse aberto.
Na versão 3.50 e 3.55, os loaders ainda permitiam que o console entrasse em Factory Mode, porém não permitia que o console saísse deste modo e não permitia seu downgrade. Os usuários que entraram no modo Factory Mode estão com os consoles permanentemente configurados neste modo, exceto atualizando para um firmware mais recente.
Na versão 3.56, o uso do Factory Mode foi completamente removido.
Na versão 3.60 em diante, os loaders responsáveis pelo Factory Mode foram completamente reescritos, impedindo, até então, seu uso pelos hackers. O CFW, até então, era impossível. No entanto, com o vazamento das chaves mais recentes, já é possível fazer downgrade através de chips específicos que são soldados na placa mãe do aparelho.

### Menu Novidades
Menu "Novidades" foi anunciado na Gamescom 2009 e lançado em 1º de setembro de 2009 com o software de sistema 3.0 do PlayStation 3. O recurso foi um substituto para o [Quadro de Informações] existente, que exibia notícias do site da web do PlayStation associadas à região do usuário. O conceito foi desenvolvido mais além em um recurso principal do PlayStation Network, o qual interage com o [Indicador de Status] para exibir um resumo de todo o conteúdo, excluindo o conteúdo jogado recentemente (atualmente apenas na América do Norte e Japão).
O sistema exibe a tela Novidades por padrão ao invés do menu [Jogo] (ou o menu [Vídeo], se um filme for inserido) ao inicializar. Novidades possui quatro seções: itens recomendados, conteúdo reproduzido recentemente, últimas informações e novos conteúdos disponíveis na PlayStation Store.
Existem quatro tipos de conteúdos que a tela Novidades pode exibir e ligar nas seções. O conteúdo reproduzido recentemente exibe apenas os jogos e serviços online usados reproduzidos recentemente, enquanto que as outras seções podem conter links para sites da web, reproduções de vídeos e acesso à seções selecionadas na PlayStation Store.
Os ícones da PlayStation Store nas seções [Jogo] e [Vídeo] atuam similarmente à tela Novidades, exceto pelo fato que eles apenas exibem e ligam jogos e vídeo na PlayStation Store, respectivamente.

### PlayStation Home
O PlayStation Home é um serviço baseado em comunidade virtual para a PlayStation Network, anunciado durante a Game Developers Conference de 2007. Home permite que os usuários criem um avatar personalizado, o qual pode ser feito à satisfação do gosto do usuário. Os usuários podem decorar os apartamentos pessoais de seus avatares ("HomeSpace") com item padrão, comprados ou ganhados. Os usuário podem comprar novos itens para expressarem-se melhor através de seus avatares ou HomeSpace. Podem ainda interagir e conectar-se com amigos e personalizar conteúdo em um mundo virtual. O Home também atual com um local de encontro para os usuários que desejam jogar jogos multijogadores com outras pessoas.
Um beta fechado começou na Europa em maio de 2007 e expandiu-se para outros territórios logo depois. O Home foi atrasado e expandido várias vezes antes do lançamento inicial. O teste do Beta Aberto iniciou-se em 11 de dezembro de 2008. Home está disponível diretamente a partir do XrossMediaBar do PlayStation 3. A associação é gratuita e requer apenas uma conta da PSN.
Home é a vertente, para avatares, uma economia virtual, espaço pessoal e clube. Apresenta lugares para encontro e interação, espaço dedicado a jogos, espaços para desenvolvedores, espaços para empresas e eventos. O serviço passa por uma manutenção semanal e atualizações frequentes. Xi, um notável recurso no Home, é o primeiro Jogo de Realidade Alternada para console do mundo, Aventuras, enigmas e espaços criados para confundir continuamente aqueles que participam na busca de pistas. O significado de Xi e o misterioso símbolo “Jess” são os objetivos de estudo neste jogo. Na TGS 2009, Kazuo Hirai anunciou que o Home foi transferido por 8 milhões de usuários.

### Life with PlayStation
Em 18 de setembro de 2008 o aplicativo Folding@home do PlayStation 3 tornou-se Life with PlayStation.
Life with PlayStation mostra a luz à noite da Terra nos locais onde está no horário noturno e formações de nuvens para refletir padrões climáticos recentes (se diminuído o suficiente).
Juntamente com a funcionalidade existente do Folding@home, o aplicativo também fornece ao usuário acesso a outros três “canais” de informação, o primeiro sendo o Live Channel que oferece manchetes de notícias e condições climáticas através de um globo 3D. O usuário pode girar e ampliar em qualquer parte do mundo para acessar informações fornecidas pelo Google News, The Weather Channel e Centro de Engenharia e Ciência Espacial da Universidade de Wisconsin-Madison, entre outras fontes. O segundo canal é o do Património Mundial, que oferece informações históricas sobre sítios históricos. O terceiro é o canal Aldeia Unida, um projeto desenvolvido para compartilhar informações sobre comunidades e culturas pelo mundo.

## Jogos
O PlayStation 3 foi lançado na América do Norte com quatorze títulos, com outros três sendo lançados antes do final de 2006. Após a primeira semana de vendas, foi confirmado que Resistance: Fall of Man da Insomniac Games havia sido o título de lançamento mais vendido na América do Norte. O jogo foi altamente aclamado por numerosos sites de videogame, incluindo GameSpot e IGN, que dera-lo o prêmio de Jogo do Ano para PlayStation 3 de 2006. Alguns títulos perderam a janela de lançamento e foram atrasados até o começo de 2007, como The Elder Scrolls IV: Oblivion, F.E.A.R. e Sonic the Hedgehog.
Durante o lançamento japonês, Ridge Racer 7 foi o jogo mais vendido, enquanto que Mobile Suit Gundam: Crossfire também se saiu bem nas vendas; ambos oferecidos pela Namco Bandai.
O PlayStation 3 foi lançado na Europa com 24 títulos, incluindo alguns que não foram oferecidos nos lançamentos norte-americano e japonês, como Formula One Championship Edition, MotorStorm e Virtua Fighter 5. Resistance: Fall of Man e MotorStorm foram os títulos com maior sucesso em 2007, ambos recebendo sequências subsequentemente na forma de Resistance 2 e MotorStorm: Pacific Rift.
Na E3 de 2007, a Sony conseguiu mostrar uma série de seus jogos para PlayStation 3 previstos para lançamento, incluindo Heavenly Sword, Lair, Ratchet & Clank Future: Tools of Destruction, Warhawk e Uncharted: Drake's Fortune; os quais foram lançados no terceiro e quarto trimestres de 2007.
Também mostraram uma série de títulos para lançamento em 2008 e 2009; mais notavelmente Killzone 2, Infamous, Gran Turismo 5 Prologue, LittleBigPlanet e SOCOM: U.S. Navy SEALs Confrontation. Também foi mostrada uma série de jogos exclusivos de terceiro, incluindo o altamente antecipado Metal Gear Solid 4: Guns of the Patriots, juntamente com outros títulos exclusivos de grande importância como Grand Theft Auto 4, Call of Duty 4: Modern Warfare, Assassin's Creed, Devil May Cry 4 e Resident Evil 5.
Mais dois outros títulos importantes para o PlayStation 3, Final Fantasy XIII e Final Fantasy Versus XIII, foram mostrados no TGS de 2007 para apaziguar o mercado japonês.
A Sony lançou, deste então, sua linha de títulos de baixo custo para o PlayStation 3, conhecida como a linha Greatest Hits na América do Norte, a linha Platinum na Europa e a linha The Best no Japão. Entre os títulos disponíveis na linha de baixo custo incluem: Grand Theft Auto IV, Resistance: Fall of Man, MotorStorm, Uncharted: Drake's Fortune, Rainbow Six: Vegas, Call of Duty 3, Assassin's Creed e Ninja Gaiden Sigma. Desde outubro de 2009, Metal Gear Solid 4: Guns of the Patriots, Ratchet & Clank Future: Tools of Destruction, Devil May Cry 4, Army of Two, Battlefield: Bad Company e Midnight Club: Los Angeles também se juntaram à lista. Quando colocados na lista "Greatest Hits", uma cópia não utilizada é revendida por US$ 30 e são reembaladas em uma “caixinha” vermelha.
Desde 31 de março de 2012, 595 milhões de jogos foram vendidos para o PlayStation 3.

### 3D estereoscópico
Em dezembro de 2008 o CTO da Blitz Games anunciou que traria a reprodução de jogos e filmes em 3D estereoscópico aos videogames Xbox 360 e PlayStation 3 com sua tecnologia proprietária. Essa tecnologia foi demonstrada publicamente pela primeira vez no PlayStation 3 em janeiro de 2009 na Consumer Electronics Show. Aos jornalistas foram mostrados os jogos Wipeout HD e Gran Turismo 5 Prologue em 3D para demonstração de como a tecnologia poderia funcionar se implementada no futuro.
A atualização do software de sistema (firmware) 3.30, lançada em 22 de abril de 2010, preparou o PlayStation 3 para o 3D estereoscópico e permitiu oficialmente que títulos do PlayStation 3 pudessem ser reproduzidos em 3D — exigindo uma TV compatível para utilização.
Enquanto que o jogo propriamente dito deve ser programado para tirar proveito da tecnologia 3D, os títulos podem ser atualizados com um patch para que o recurso retroativo seja adicionado. Os títulos com tais patches incluem: Wipeout HD, Pain e Super Stardust HD.
Já para os filmes é necessária a atualização 3.50, de 21 de setembro de 2010, que prepara o firmware do videogame para o conteúdo — especificamente reprodução de Blu-ray 3D. No entanto esse recurso só foi totalmente disponibilizado com o lançamento da versão 3.70, de 10 de agosto de 2011, que torna o PlayStation 3 compatível com o sistema de som DTS-HD HR (áudio sem perdas), que é compatível com o 3D.

### Títulos em português
Desde de 2007 o console passou a trazer jogos com suporte a língua portuguesa, dentre eles:
| Jogo                                     | Legendas em Português | Dublagens em Português | Origem                                      |
| ---------------------------------------- | --------------------- | ---------------------- | ------------------------------------------- |
| Assassin's Creed Brotherhood             | Sim                   | Não                    | Europa                                      |
| Assassin's Creed Revelations             | Sim                   | Não                    | Estados Unidos - Brasil e Portugal          |
| Assassin's Creed III                     | Sim                   | Sim                    | Brasil                                      |
| Battlefield 4                            | Sim                   | Sim                    | Estados Unidos - Brasil                     |
| Batman: Arkham City                      | Sim                   | Não                    | Estados Unidos - Brasil                     |
| Call of Duty: Advanced Warfare           | Sim                   | Sim                    | Brasil                                      |
| Call of Duty: Black Ops 2                | Sim                   | Sim                    | Brasil                                      |
| Call of Duty: Black Ops 3                | Sim                   | Sim                    | Brasil                                      |
| Call of Duty: Ghosts                     | Sim                   | Sim                    | Brasil                                      |
| Eye Pet                                  | Sim                   | Sim                    | Europa                                      |
| FIFA 11                                  | Sim                   | Sim                    | Estados Unidos - Brasil e Portugal          |
| FIFA 12                                  | Sim                   | Sim                    | Estados Unidos - Brasil e Portugal          |
| FIFA 13                                  | Sim                   | Sim                    | Brasil                                      |
| FIFA 14                                  | Sim                   | Sim                    | Brasil                                      |
| FIFA 15                                  | Sim                   | Sim                    | Brasil                                      |
| FIFA 16                                  | Sim                   | Sim                    | Brasil                                      |
| FIFA 17                                  | Sim                   | Sim                    | Brasil                                      |
| FIFA 18                                  | Sim                   | Sim                    | Brasil                                      |
| Formula 1 2010                           | Sim                   | Sim                    | Todas as Regiões                            |
| Formula 1 2011                           | Sim                   | Sim                    | Todas as Regiões                            |
| Formula 1 2012                           | Sim                   | Sim                    | Todas as Regiões                            |
| Formula 1 2013                           | Sim                   | Sim                    | Todas as Regiões                            |
| God of War III                           | Sim                   | Sim                    | Europa - Portugal e França                  |
| God of War: Ascension                    | Sim                   | Sim                    | Brasil                                      |
| Grand Theft Auto V                       | Sim                   | Não                    | Brasil                                      |
| Gran Turismo 5                           | Sim                   | Não                    | Estados Unidos - Brasil e Portugal          |
| Gran Turismo 6                           | Sim                   | Não                    | Brasil                                      |
| Heavenly Sword                           | Sim                   | Sim                    | Europa                                      |
| Heavy Rain                               | Sim                   | Sim                    | Estados Unidos - Brasil e Portugal          |
| Infamous                                 | Sim                   | Sim                    | Europa                                      |
| Infamous 2                               | Sim                   | Sim                    | Estados Unidos - Brasil e Portugal          |
| Infamous Festival of Blood               | Sim                   | Sim                    | Estados Unidos - Brasil e Portugal          |
| Killzone 2/ Platinum                     | Sim                   | Não                    | Estados Unidos - Brasil e Europa - Portugal |
| Killzone 3                               | Sim                   | Sim                    | Estados Unidos - Brasil e Portugal          |
| Little Big Planet                        | Sim                   | Sim                    | Todas as regiões                            |
| Max Payne 3                              | Sim                   | Não                    | Estados Unidos                              |
| M A G                                    | Sim                   | Sim                    | Estados Unidos - Brasil e Portugal          |
| Metal Gear Rising: Revengeance           | Sim                   | Não                    | Brasil                                      |
| Mortal Kombat                            | Sim                   | Não                    | Estados Unidos - Brasil e Portugal          |
| Motor Storm: Pacific Rift / Platinum     | Sim                   | Sim                    | Europa - Portugal                           |
| Naruto Shippuden: Ultimate Ninja Storm 3 | Sim                   | Não                    | Brasil                                      |
| Pro Evolution Soccer 2011                | Sim                   | Sim                    | Estados Unidos - Brasil e Portugal          |
| Pro Evolution Soccer 2012                | Sim                   | Sim                    | Estados Unidos - Brasil e Portugal          |
| Pro Evolution Soccer 2013                | Sim                   | Sim                    | Estados Unidos - Brasil e Portugal          |
| Pro Evolution Soccer 2014                | Sim                   | Sim                    | Estados Unidos - Brasil e Portugal          |
| Pro Evolution Soccer 2015                | Sim                   | Sim                    | Estados Unidos - Brasil e Portugal          |
| Pro Evolution Soccer 2016                | Sim                   | Sim                    | Estados Unidos - Brasil e Portugal          |
| Pro Evolution Soccer 2017                | Sim                   | Sim                    | Estados Unidos - Brasil e Portugal          |
| Pro Evolution Soccer 2018                | Sim                   | Sim                    | Estados Unidos - Brasil e Portugal          |
| Ratchet & Clank A Crack in Time          | Sim                   | Sim                    | Portugal                                    |
| Ratchet & Clank: Tools Of Destruction    | Sim                   | Sim                    | Estados Unidos - Brasil e Portugal          |
| Resident Evil 6                          | Sim                   | Não                    | Todas as regiões                            |
| Resistance: Fall of Man                  | Sim                   | Não                    | Todas as regiões                            |
| Resistance 2                             | Sim                   | Sim                    | Todas as regiões                            |
| Resistance 3                             | Sim                   | Sim                    | Todas as regiões                            |
| Saint Seiya: Soldiers Soul               | Sim                   | Sim                    | Japão - México e Brasil                     |
| Silent Hill: Downpour                    | Sim                   | Não                    | Todas as regiões                            |
| Socom quatro U.S. Navy Seals             | Sim                   | Sim                    | Estados Unidos - Brasil e Portugal          |
| Sports Champions                         | Sim                   | Sim                    | Todas as regiões                            |
| Terminator Salvation                     | Sim                   | Não                    | Todas as regiões                            |
| The Last of Us                           | Sim                   | Sim                    | Todas as regiões                            |
| Tomb Raider                              | Sim                   | Não                    | Todas as regiões                            |
| Uncharted: Drake's Fortune               | Sim                   | Sim                    | Portugal                                    |
| Uncharted 3: Drake's Deception           | Sim                   | Sim                    | Estados Unidos - Brasil e Portugal          |
| Uncharted 2: Among Thieves/ Platinum     | Sim                   | Sim                    | Portugal - Polônia e Espanha                |

## Vendas e custo de produção
| Região                                                | Unidades vendidas | Disponível desde       |
| ----------------------------------------------------- | ----------------- | ---------------------- |
| Canadá                                                | 1,5 milhões       | 17 de novembro de 2006 |
| Europa(Pode incluir Reino Unido e outras regiões PAL) | 16 milhões        | 23 de março de 2007    |
| Japão                                                 | 6,3 milhões       | 11 de novembro de 2006 |
| Reino Unido                                           | 3 milhões         | 23 de março de 2007    |
| Estados Unidos                                        | 13,5 milhões      | 17 de novembro de 2006 |
| Mundialmente                                          | 80 milhões        | 11 de novembro de 2006 |

O custo inicial de produção do PlayStation 3 foi estimado em US$ 805,85 para o modelo de 20 GB e US$ 840,35 para o modelo de 60 GB. Entretanto, custavam US$ 499 e US$ 599 respectivamente, significando que cada unidade foi vendida com uma perda estimada de US$ 250, contribuindo para a divisão de jogos de a Sony informar uma perda de operações de ¥ 232,3 bilhões (US$1,97 bilhão) no término do ano fiscal em março de 2007. Em abril de 2007, logo após estes resultados serem publicados, Ken Kutaragi, Presidente da Sony Computer Entertainment, anunciou planos para aposentar-se. Várias agências de notícia, incluindo o The Times e The Wall Street Journal informaram que isso havia ocorrido por causa das poucas vendas, por outro lado, a Sony Computer Entertainment sustenta que Kutaragi havia planejado sua aposentadoria há seis meses antes do comunicado.
Em janeiro de 2008, Kaz Hirai, CEO da Sony Computer Entertainment, sugeriu que o console poderia começar a ser rentável ao início de 2009, declarando que, "o próximo ano fiscal começa em abril e se nós conseguirmos tentar alcançar aquilo no próximo ano fiscal seria uma grande" e que "aquilo [rentabilidade] não é um compromisso definitivo, mas é isso que eu gostaria de tentar alcançar". Entretanto, os analistas de mercado Nikko Citigroup previram que o PlayStation 3 poderia ser rentável em agosto de 2008. Em uma entrevista de julho de 2008, Hirai afirmou que seu objetivo é para o PlayStation 3 a venda de 150 milhões de unidades em seu nono ano, ultrapassando as vendas do PlayStation 2 em 140 milhões nos seus nove anos no mercado. Em janeiro de 2009 a Sony anunciou que sua divisão de jogos era rentável no terceiro trimestre de 2008.
Desde o lançamento do sistema, custos de produção foram reduzidos significativamente como resultado da eliminação progressiva do chip Emotion Engine e queda dos custos de hardware. O custo de produção de microprocessadores Cell caiu drasticamente como resultado da mudança para o processo de 65 nm, diodos de Blu-ray Disc tornaram-se mais barato para a fabricação. Desde janeiro de 2008, cada unidade custa em torno de 400 dólares para fabricação, até agosto de 2009, a Sony reduziu os custos em um total de 70%, significando que custa à Sony apenas em torno de US$ 240 por unidade.
No Brasil o primeiro modelo lançado oficialmente foi o PS3 Slim de 120GB em março de 2010, a um preço de 1999 reais devido as altas taxas alfandegárias, hoje pode ser encontrado com preços oficiais de até R$ 1 399, porém a Sony já anunciou que está negociando com a Superintendência da zona franca de Manaus (SUFRAMA) para produzir o console no Brasil, afim de deixar seu preço mais atrativo. A partir de maio de 2013 a Sony anunciou que o PS3 passaria a ser fabricado na zona franca de Manaus, com isso seu preço caiu para 1099 reais e com isso o suporte técnico e as ofertas de serviços para o console ficaram mais abrangentes.

## Recepção
Os primeiros comentários sobre a PlayStation 3 logo após seu lançamento foram críticas em relação ao seu elevado preço e falta de jogos de lançamento de qualidade, contudo, houve elogios à capacidade e potencial do hardware do sistema. No entanto, após uma série de revisões no preço, a vitória do Blu-ray em relação ao HD DVD e o lançamento de vários títulos bem recebidos, o sistema recebeu críticas melhores. A IGN julgou o PlayStation 3 como tendo o melhor jogo de 2008 baseando-se em seus pontos de análise em comparação àqueles do Wii e Xbox 360.
À PlayStation 3 foi dada a pontuação de número oito na lista "As 21 Maiores Mancadas Tecnológicas de 2006" da revista PC World, onde ele foi criticado por ser "Tardio, Caro e Incompatível". GamesRadar classificou o PlayStation 3 como o item principal em uma reportagem sobre os desastres em relações públicas relacionadas a jogos, perguntando-se como a Sony havia conseguido “tornar um dos sistemas de jogos mais antecipados de todos os tempos e — no espaço de um ano — transformá-lo em um objeto de ódio vilipendiado por toda a internet”, mas acrescentou que, apesar de seus problemas, o sistema possui “potencial inexplorado”. BusinessWeek, resumiu a opinião geral, afirmando que havia se “impressionado mais com o que [o PlayStation 3] podia fazer do que com o que ele não fazia”.
Os desenvolvedores também acharam a máquina difícil de programar. Em 2007, Gabe Newell da Valve disse: "O PS3 é um desastre total em muitos níveis, acho que está muito claro que a Sony perdeu a noção do que os consumidores e desenvolvedores queriam". Ele continuou: “Eu diria que, mesmo tardiamente, devem cancelá-lo e refazê-lo”. Basta dizer, “Foi um desastre horrível, nós lamentamos e vamos parar de vendê-lo e parar de tentar convencer as pessoas de desenvolverem para ele”. Doug Lombardi, vice-presidente de marketing da Valve, desde então, afirmou que estão interessados em desenvolver para o console e estão procurando empregar programadores talentosos de PS3 para projetos futuros. Entretanto, ele afirmou: “Até que tenhamos a capacidade de juntar uma equipe de PS3 e até que encontremos as pessoas que queiram vir a Valve ou que estejam na Valve e queiram trabalhar com isso, eu realmente não nos vemos indo para esta plataforma”. Contudo, na conferência de imprensa 2010 da Sony na E3 2010, Newell fez uma aparição ao vivo, retratando-se de suas declarações anteriores em consequência do recente sucesso do sistema devido às iniciativas da Sony para tornar o sistema mais amigável a desenvolvedores, bem como a reação da mídia e fãs aos comentários, fizeram com que a Valve anunciasse que estaria desenvolvendo Portal 2 para o sistema. Ele também alegou que a inclusão da Steamworks (o sistema de atualização automática dos softwares da Valve) ajudaria a tornar a versão para PlayStation 3 de Portal 2 a melhor versão para console no mercado.
O CEO da Activision Blizzard, Bobby Kotick, criticou os custos de desenvolvimento elevados e taxas de vendas casadas e retorno inferior do PlayStation 3 em comparação com os do Xbox 360 e Wii.
Ele acredita que esses fatores estão forçando os desenvolvedores a se afastarem do trabalho no console.
Em uma entrevista ao The Times, Kotick afirmou: “Estou ficando preocupado com a Sony, o PlayStation 3 está perdendo um pouco do ritmo e não está facilitando para mim o suporte a plataforma”. Ele continuou: “É caro desenvolver para o console, o Wii e o Xbox estão apenas vendendo melhor. Jogos geram um retorno sobre o capital investido melhor no Xbox do que no PlayStation”. Kotick também afirmou que a Activision Blizzard pode deixar de apoiar o sistema se a situação não for solucionada. “[A Sony tem que] cortar o preço [de revenda do PlayStation 3] porque se não o fizerem, as taxa de vendas casadas estarão suscetíveis à desaceleração. Se formos realistas, teremos que parar de apoiar a Sony”. Contudo, tais afirmações renderam a Kotick algumas críticas pesadas sobre a validade da declaração e se tal afirmação, ou movimento, seria apropriado, com BioWare chamando a declaração de “boba”.
Entretanto, até mesmo Kazuo Hirai, presidente da Sony Computer Entertainment, disse que o PlayStation 3 estava intencionalmente difícil para se desenvolver.
Apesar da impressão inicial negativa, vários sites deram ao sistema opiniões muito boas. A CNET do Reino Unido elogiou o sistema dizendo: “O PS3 é um equipamento de entretenimento doméstico versátil e impressionante que faz jus ao hype […] o PS3 vale bem seu alto preço.” A CNET concedeu-lhe uma pontuação de 8.8 de 10 e votou nele como sendo o gadget “precisa ter” número um, elogiando a sua capacidades gráficas robustas e design externo elegante ao mesmo tempo que criticando sua seleção limitada de jogos disponíveis.
Além disso, tanto Home Theater Magazine quanto Ultimate AV deram à reprodução de Blu-ray do sistema críticas muito favoráveis, indicando que a qualidade da reprodução excede a de muitos reprodutores de Blu-ray Disc atuais.
Na GDC de 2007, o fundador da Shiny Entertainment, Dave Perry, declarou: "Eu acredito que a Sony fez a melhor máquina. É a melhor peça de hardware, sem dúvida". Uma segunda análise do PlayStation 3 pela Ars Technica em junho de 2008 deu ao console uma pontuação geral de 9/10, enquanto que a análise do lançamento original pontuou 6/10.

### Modelo Slim e reformulação
O PlayStation 3 Slim recebeu análises extremamente positivas assim como um aumento nas vendas; em menos de 24 horas após seu anúncio, o PlayStation 3 Slim tomou o primeiro lugar dos best-sellers da Amazon.com na seção videogames durante quinze dias consecutivos. Ele recuperou a primeira posição novamente um dia depois. O PlayStation 3 Slim também recebeu elogios de PC World, que lhe deu nota 90 de 100 elogiando sua nova reformulação e seu novo valor embutido num preço menor, bem como seu silêncio e a redução no seu consumo de energia. Isso contrasta gritantemente com o lançamento do PlayStation 3 original em que foi lhe dada a oitava posição na sua lista “As 21 Maiores Mancadas Tecnológicas de 2006”.
CNET concedeu ao PlayStation 3 Slim quatro de cinco estrelas, elogiando suas capacidades de Blu-ray, 120 GB de disco rígido, serviço de jogos online gratuito e preço estabelecido mais acessível, mas reclamou da falta de retrocompatibilidade com jogos de PlayStation 2. TechRadar deu ao PlayStation 3 Slim quatro estrelas e meia de cinco, elogiando seu novo tamanho reduzido e resumindo sua análise afirmando que “Como um todo, o PlayStation 3 Slim é uma peça de kit fenomenal. É incrível que algo tão pequeno possa fazer tanto”. Eles, entretanto, criticaram o design exterior do PlayStation 3 Slim, chamando-o de “feio” e aspecto barato em relação ao design do PlayStation 3 original. Inicialmente era-se usada a especificação 1.3a para a saída HDMI, mas foi atualizada para 1.4 devido a introdução do estereoscópico 3D nos jogos e filmes (via atualização de firmware, para a versão 3.30).

### Modelo Super Slim e re-reformulação
O modelo Super Slim do PS3 recebeu múltiplos comentários positivos. O Site de jogos Spong elogiou com tranquilidade o novo Super Slim, afirmando que "O ruído mais perceptível vem quando a unidade busca uma nova área do disco ou quando começa a carregar um jogo e isso ocorre com frequência." Incluindo também os fãs que dizem ser do que o Slim, passaram a elogiar o novo tamanho menor e mais leve. A crítica foi colocado no novo reprodutor de disco, afirmando: "A cobertura pode ser movida pela mão, se quiser, há também um botão de ejeção para fazer o trabalho para você, mas não há nenhum software ejetar a partir dos menus Xross Media Bar interface (XMB) anteriormente como as opções triângulo. Além disso, você tem que fechar a tampa com a mão, o que pode ser um pouco trabalhoso na vertical, e o PS3 não vai ler um disco até que você feche a tampa. " Eles também disseram que não há queda real no preço de varejo.
Revista de tecnologia T3 deu ao modelo Super Slim uma revisão positiva, afirmando que o console é quase "nostálgico" nas semelhanças de design do modelo original, "Enquanto nós não sabemos se ele vai rodar jogos de PS3 ou Blu-ray de forma diferente, no entanto, a aparência do novo PS3 é uma homenagem óbvia para o PS3 original.